# Caesar von Hofacker
Caesar von Hofacker, né le 11 mars 1896 à Ludwigsbourg (Royaume de Wurtemberg) et exécuté le 20 décembre 1944 à la prison de Plötzensee à Berlin (Allemagne), est un militaire allemand, juriste et conjuré remarquable du complot du 20 juillet 1944.
Oberstleutnant de la Luftwaffe pendant la Seconde Guerre mondiale, il est exécuté par les nazis pour son implication dans le tentative du coup d'état à Paris.

## Famille, Éducation et Première Guerre mondiale
Son père Eberhard von Hofacker (1861-1928) est un général de la Première Guerre mondiale, sa mère était Albertine Comtesse von Uxküll-Gyllenband  (1872-1946), cousine du membre de la résistance antinazie, Grave Nikolaus von Üxküll-Gyllenband (1877-1944, prison de Plötzensee) 
Caesar von Hofacker est aussi le cousin du colonel Claus Schenk Graf von Stauffenberg.
Hofacker a participé à la Première Guerre mondiale dans le régiment d'Uhlans n° 20 dont son père était le commandeur. Le 30 mars 1916, il devient lieutenant et entre comme pilote de chasse « Jagdstaffel 15 » dans la Luftstreitkräfte, « Fliegertruppen des deutschen Kaiserreiches » (Service aérien de l'armée impériale allemande), en dernier lieu dans l'Empire ottoman. Du 28 octobre 1918 au 14 mars 1920, il a été fait prisonnier de guerre en France. Son frère Alfred (1897-1917) est mort le 19 mars 1917 dans la forêt de Cheppy, près de Verdun. De 1920 à 1924, il a étudié le droit à Tübingen et à Göttingen. Jusqu'en 1940, il a ensuite travaillé comme juriste et fondé de pouvoir dans l'industrie sidérurgique allemande.
En 1927, von Hofacker a épousé Ilse Lotte Pastor (1898-1974), une petite-nièce de Friedrich Engels. Le Couple eut cinq enfants : Eberhard (1928-2001), Anna-Luise (1929), Christa (1932), Alfred (1935), Lieselotte (1938). La famille vivait à Tutzing, au bord du lac de Starnberg, en Bavière.

## Seconde Guerre mondiale

### État-major d'administration du Militärbefehlshaber à Paris
Le état major d'administration du Militärbefehlshaber était le centre de la résistance allemande antinazie en France. En 1940, le lieutenant-colonel de la Luftwaffe Hofacker était devenu membre de `l état major en tant qu'officier de liaison avec l'industrie sidérurgique française. Selon le jugement du témoin oculaire Wilhelm Ritter von Schramm (1898-1983), il a agi dans ce cadre comme « le véritable chef du mouvement de résistance à l'ouest ». Il avait une position de confiance auprès du Militärbefehlshaber en France, le General der Infanterie Carl-Heinrich von Stülpnagel, qui avait déjà fait partie du Conspiration Oster contre Hitler en 1938. Les autres membres du complot au sein d` état major d'administration du général Stülpnagel étaient le chef du département économique Elmar Michel (1897-1977), l'auteur du « rapport Bargatzky » sur le vol d'œuvre d'art en France Walter Bargatzky (1910-1998), le beau-frère du général Hans Speidel, le major Max Horst, Friedrich Baron von Teuchert (1902-1986) et le juge Rudolf Thierfelder (1905-1997).
Le chef de l'état-major militaire du Militärbefehlshaber, le colonel Hans Otfried von Linstow (1899-1944, prison de Plötzensee), l` haut quartier-maître du Militärbefehlshaber lieutnant-colonel Rudolf Hartmann (1893-1972) et l' haut quartier-maître du Oberbefehlshaber West colonel Eberhard Finckh (1899-1944, prison de Plötzensee), faisaient également partie des principaux conspirateurs à Paris. Une autre personne importante de la résistance fut le commandant du « Gross Paris », le général Hans von Boineburg-Lengsfeld (1889-1980).
De juillet à octobre 1943, Fritz-Dietlof von der Schulenburg  (1902-1944, prison de Plötzensee) était venu à Paris en tant que premier-lieutenant dans la « commission Unruh ». En tant qu'ancien président du gouvernement de la silésie, le comte représentait le ministère de l'Intérieur du Reich allemand. L'organisateur du mouvement de résistance contre Hitler était un ami personnel de von Hofacker. Le « plus important agent de liaison du mouvement de résistance du 20 juillet 1944 » a établi le relais avec le groupe de résistance berlinois autour de Claus von Stauffenberg, du colonel général Ludwig Beck et du général Friedrich Olbricht. Dès le 2 août 1943, Schulenburg avait signalisé au général Olbricht que « le Dr. Zange (c'est-à-dire Stülpnagel) est prêt à collaborer ».

### 20 juillet à Paris, Operation Valkyrie

#### Avant l'attentat
Le 27 mars 1944, von Hofacker exprima au major Ernst Jünger qu'il était « nécessaire de faire sauter Hitler ». Le 9 juillet 1944, Hofacker, mandaté par Stülpnagel, s'entretint avec le Generalfeldmarschall Erwin Rommel, commandant en chef du Groupe d'armées B. Le 17 juin 1944, Rommel à Marginal avait demandé en vain à Hitler de mettre fin à la guerre. Hofacker informa le maréchal du projet d'attentat contre Hitler. Il eut alors l'impression que Rommel approuvait l'attentat et la tentative de coup d'État. Du 10 au 16 juillet 1944, Hofacker a rencontré à Berlin les conspirateurs autour de Claus Graf Stauffenberg, son frère Berthold von Stauffenberg, le général Ludwig Beck, le colonel Albrecht Mertz von Quirnheim, Peter Yorck von Wartenburg, Adam von Trott zu Solz, Fritz-Dietlof Graf von der Schulenburg, Ulrich Wilhelm Schwerin von Schwanenfeld et Carl Goerdeler. Il avait reçu des informations sur l'attentat imminent contre Hitler. Le soir du 19 juillet 1944, à l'hôtel Raphaël à Paris, von Hofacker évalue les chances de l'attentat face à von Teuchert : « Les chances de succès ne sont que de 5 à 10 %. Mais il faut quand même que cela se fasse ». L'historien militaire allemand Gerd R. Überschaer dans le résumé français : « En cas de réussite du coup d'Etat, Hofacker aurait été nommé conseiller en affaires étrangères auprès du futur chancelier du Reich Carl Goerdeler. Une de ses premières missions aurait été d'obtenir un accord global avec Pétain de même que les bons offices de celui-ci pour réussir la conciliation avec les Alliés ».

#### 20 juillet, hôtel Majestic à Paris
Le matin du 20 juillet, à l'hôtel Majestic (The Peninsula Paris) à Paris, il reçut le message téléphonique « Übung (exercice) ». Cela signifiait que l'attentat était proche. Vers 16 heures, von Hofacker reçut un appel téléphonique de son cousin von Stauffenberg de Berlin : l'attentat avait été un succès, le « Führer » était mort ! Au même moment, le général vo Stülpnagel a reçu le code « abgelaufen (passé) ». Stülpnagel ordonna alors à son chef d'état-major, le colonel von Linstow, et au commandant du Gross-Paris, le général von Boineburg-Lengsfeld, d'arrêter le Sipo-SD Sicherheitspolizei et les SS à Paris. Stülpnagel s'est ensuite entretenu par téléphone avec le colonel général Ludwig Beck au centre de la tentative de putsch, le Bendlerblock à Berlin. Beck a immédiatement demandé quelle était la position du maréchal von Kluge. Stülpnagel fit alors transférer la communication à La Roche-Guyon, le quartier général de Kluge. Entre-temps, von Kluge avait reçu des messages contradictoires sur le succès de l'attentat. Il a fait savoir à Beck qu'il avait besoin de certitudes sur cette question pour prendre d'éventuelles décisions. Le chef d'état-major du maréchal, le général Günther Blumentritt, a essayé en vain de joindre le Generalfeldmarschall Wilhelm Keitel ou le Generaloberst Alfred Jodl au quartier général d'Hitler en Prusse orientale par téléphone. Finalement, entre 20.45 et 21.00 von Kluge lui-même s'est laissé connecter à Generalmajor Hellmuth Stieff au Oberkommando des Heeres en prusse. Le co-conspirateur Stieff informa alors von Kluge de l'échec de l'attentat : « Monsieur le maréchal, j'ai en face de moi mon officier d'état-major général, le major Ferber. Il a vu le Führer venir chercher Mussolini deux fois après l'attentat ». L'historien Eberhard Jäckel a statué: « Pour lui (Kluge), l'affaire était ainsi terminée ». Blumentritt, le général Hans Speidel et von Kluge à La Roche-Guyon ont alors discuté de la situation. Von Kluge: « Oui, c'est une tentative d'assassinat ratée » (Ja, es ist eben ein missglücktes Attentat).

#### Chez le Generalfeldmarschall Günther von Kluge à La Roche-Guyon
Peu après 19 heures, von Hofacker et Max Horst montèrent dans une voiture, von Stülpnagel avec son officier d'ordonnance, le capitaine Baumgart, dans une deuxième. En passant par Pontoise, les officiers arrivèrent à La Roche-Guyon à 21h15. Hofacker devait user de sa force de persuasion pour tenter une dernière fois d'amener le maréchal à se ranger du côté de la résistance contre Hitler et à chercher un armistice avec les Alliés. Les participants à cette rencontre entre le groupe de conspirateurs autour de Stülpnagel et le Maréchal étaient : von Stülpnagle avec von Hofacker et Major Max Horst, le Maréchal avec son chef d'état-major géneral Günther Blumentritt et par intermittences le chef d'état-major de la Heeresgruppe B général Hans Speidel. Seul le rapport du général Blumentritt, écrit en 1946 alors qu'il était en captivité en Angleterre, nous est parvenu comme témoignage :« Hofacker a fait un exposé de 15 minutes sur l'ensemble des préparatifs et de la réalisation de l'attentat, avec tous les détails ! Il était officier de liaison du cercle du 20 juillet à Berlin auprès du général von Stülpnagel ! - Lorsqu'il eut terminé, von Kluge se leva et dit simplement  : « Oui, messieurs, c'est un attentat qui a échoué », tout en restant parfaitement calme et sûr de lui. Hofacker, indigné, demanda par-dessus la table : « Monsieur le maréchal, je pensais que Monsieur le maréchal était au courant ? » Von Kluge a nié et a répondu : « Je n'en ai aucune idée » : Von Stülpnagel s'est alors levé et a quitté la salle. Nous étions tous profondément impressionnés ». Lorsque von Kluge a ensuite été informé de l'arrestation du SD et des SS à Paris, il a ordonné que cela soit immédiatement annulé. Il ordonna que von Stülpnagel soit relevé de ses fonctions. Cependant, von Kluge accompagna général von Stülpnagel jusqu'à sa voiture et lui conseilla de « disparaître en tenue civile » ! Vers 1h30 du matin le 21 juillet, les officiers étaient de retour à Paris.

#### Arrestation du Sipo-SD et des SS à Paris
Tandis que Stülpnagel et Hofacker tentaient en vain à La Roche-Guyon de faire basculer le maréchal von Kluge du côté du putsch, von Linstow et général von Boineburg-Lengsfeld activaient à Paris les arrestations du SD et des SS. Parmi eux se trouvaient les hauts responsables de la répression nazie à Paris, SS-Brigadeführer Carl Oberg (HSSPf) pour la France, 1897-1965), SS-Standartenführer Helmut Knochen, (1910-2003), SS-SturmbannführerHerbert Hagen (1913-1999), SS-Obersturmbannführer Kurt Lischka (1909-1989), SS-Hauptsturmführer Theodor Dannecker (1913-1945, Camp de Drancy), Obersturmführer Heinz Röthke (1912-1966), SS-Obersturmbannführer Hans Henschke (1908–1987), SS-Untersturmführer Karl Kleindienst (1895–?, Massacre du bois de Boulogne) et SS-Hauptsturmführer Alfred Wenzel. Ils avaient été arrêtés à l'hôtel Continental, rue Castiglione. De jeunes officiers de la 365e division de sécurité, dirigée par le major général Walter Brehmer, ont arrêté 1 200 membres de ce groupe criminel qui n'ont pas résisté et ont été enfermés à l'École militaire.
Conformément aux ordres de von Kluge et à l'insistance massive de l'amiral Theodor Krancke (1893-1973), von Stülpnagel ordonna la libération des prisonniers dès son retour à Paris. Le coup d'État à Paris s'est ainsi terminé.

#### «Réglementation de la parole»  et fête de réconciliation bizarre
De 1 à 5 heures du matin le 21 juillet, un grand groupe d'officiers s'est réuni à l'Hôtel Raphael, voisin du Majestic, autour d'un verre de vin et de champagne et célébrer une réconciliation. Carl Oberg et Helmut Knochen souhaitaient que l'on s'accorde sur le fait que l'arrestation sans résistance, embarrassante pour les SiPo-SD et les SS, était un exercice d'alerte. Blumentritt, en particulier, qui avait convoqué les commandants des régiments de sécurité, participa à ce règlement linguistique afin de conserver au moins l'enquête préliminaire contre le Militärbefehlshaber à Paris. Stülpnagel, Hofacker, Oberg, Knochen, l'ambassadeur Otto Abetz, qui soutenait la solution d'équilibre, les colonels Finckh et von Linstow, désormais lourdement compromis, « et beaucoup d'autres se tenaient et s'asseyaient ensemble en groupes informels autour du vin ! ». Cependant, à 5 heures, le chef du Oberkommando der Wehrmacht, le maréchal général Wilhelm Keitel, donna l'ordre par téléscripteur à von Stülpnagel de se présenter immédiatement à Berlin.

### Arrestation
César von Hofacker avait quitté la fête bizarre de l'hôtel Raphaël à 3 heures du matin et, après une brève visite à Elmar Michel qu'il avait prévenu en l'informant, il s'était rendu à son domicile de l'hôtel Royal Monceau, avenue Hoche. Il y a rencontré Gotthard von Falkenhausen (1899-1982), un confident de longue date, étroitement lié au Cercle de Kreisau et membre du groupe de résistance parisien. Von Falkenhausen lui remit 4.000 francs pour une éventuelle clandestinité. Von Hofacker se rendit ensuite à l'appartement de l'industriel allemand et international Ernst Röchling (1888-1964) 36 rue Scheffer, qui vivait à Paris depuis 1932. Röchling lui proposa de rester. Hofacker et Röchling étaient amis depuis mars 1942, lorsqu'ils s'étaient opposés à l'exécution de 20 otages français après un sabotage de la Résistance près d'Auboué, . Le soir du 21 juillet, lors d'une réunion à l'appartement de Röchling à laquelle participaient, outre Röchling et von Hofacker, Elmar Michel, Friedrich von Teuchert et Gotthard von Falkenhausen, il fut décidé que Michel devait délivrer un ordre de mission pour Berlin. Celui-ci devait permettre à Hofacker de se cacher en Allemagne. L'après-midi du 23 juillet, Hofacker a reçu l'ordre de mission d'Elmar Michel. Pour des raisons inconnues, il ne quitta pas la ville.
Le 25 juillet 1944 à 8 heures, von Hofacker rencontra l'ambassadeur adjoint allemand Werner von Bargen (1898-1975) dans sa chambre à l'Hôtel Ritz. Il est probable que Hofacker ait voulu témoigner ici une dernière fois avant son arrestation imminente.
Après son retour à l'appartement de Röchling, von Falkenhausen lui rendit visite. À 11 heures, il quitta Hofacker, qui était en train de faire ses bagages. Dans le foyer, Falkenhausen rencontra deux officiers SS. Le docteur en droit et SS-Sturmbannführer Kurt Maulaz (1905-1969) lui demanda si Röchling était dans la maison. Falkenhausen répondit qu'il avait toqué, mais que personne n'avait ouvert. Maulaz : « Ce n'est pas vrai, j'étais déjà monté. L'appartement était ouvert »
Caesar von Hofacker est arrêté le 25 juillet 1944 à Paris. Dès le 27 juillet 1944, avant même l'arrivée de Hofacker à Berlin, la Gestapo savait que « Hofacker (est)  la tête du putsch qui s'est déroulé à Paris le 20 juillet 1944 ». Transféré au QG de la Gestapo à Berlin, il y avoue sous la torture le ralliement de Rommel au complot en lui prêtant la phrase suivante : « dites aux gens de Berlin qu'ils peuvent compter sur moi ».

### Procès et mort
Son procès s'ouvre devant la 1re chambre du tribunal du peuple (Volksgerichtshof) le 30 août. Pendant l'audience, il fait preuve d'une certaine insolence, déclarant : « Je n'ai qu'un regret, c'est de n'avoir pas pu prendre la place de mon cousin Stauffenberg, que ses blessures reçues au combat ont empêché de mener l'action à son terme ». Lorsque le juge accusateur nazi tente de lui couper la parole, il répond: « Silence, Herr Freisler, aujourd'hui, c'est ma tête qui est en jeu. Dans un an, ce sera la vôtre ! ». Sans surprise, il est condamné à mort mais, probablement pour lui faire payer son comportement, il n'est pas exécuté dans les heures qui suivent l'énoncé du verdict. Au lieu de cela, il continue d'être torturé pendant de longs mois par la Gestapo qui essaye sans succès de lui soutirer des informations supplémentaires quant au rôle de Rommel et de son chef d'état-major général, le général Speidel, dans la conspiration. Il est finalement pendu le 20 décembre 1944 à la prison de Plötzensee.
Les colonels Gottfried von Linstow et Eberhard Finck ont été arrêtés le 27 juillet et, après un bref interrogatoire par les SiPo-SD, ils ont été conduits en tenue civile à la Gare de l'Est le soir du 28 juillet 1944. Ils gardèrent le silence lors des interrogatoires de la Gestapo à Berlin. Le 30 août 1944, ils ont été condamnés à mort par le « Volksgerichtshof » (tribunal populaire) dirigé par Roland Freisler et pendus le jour même dans la prison pénale de Berlin-Plötzensee dans des circonstances terribles.

## Sippenhaft- responsabilité du clan
Sippenhaft